# Ja Morant

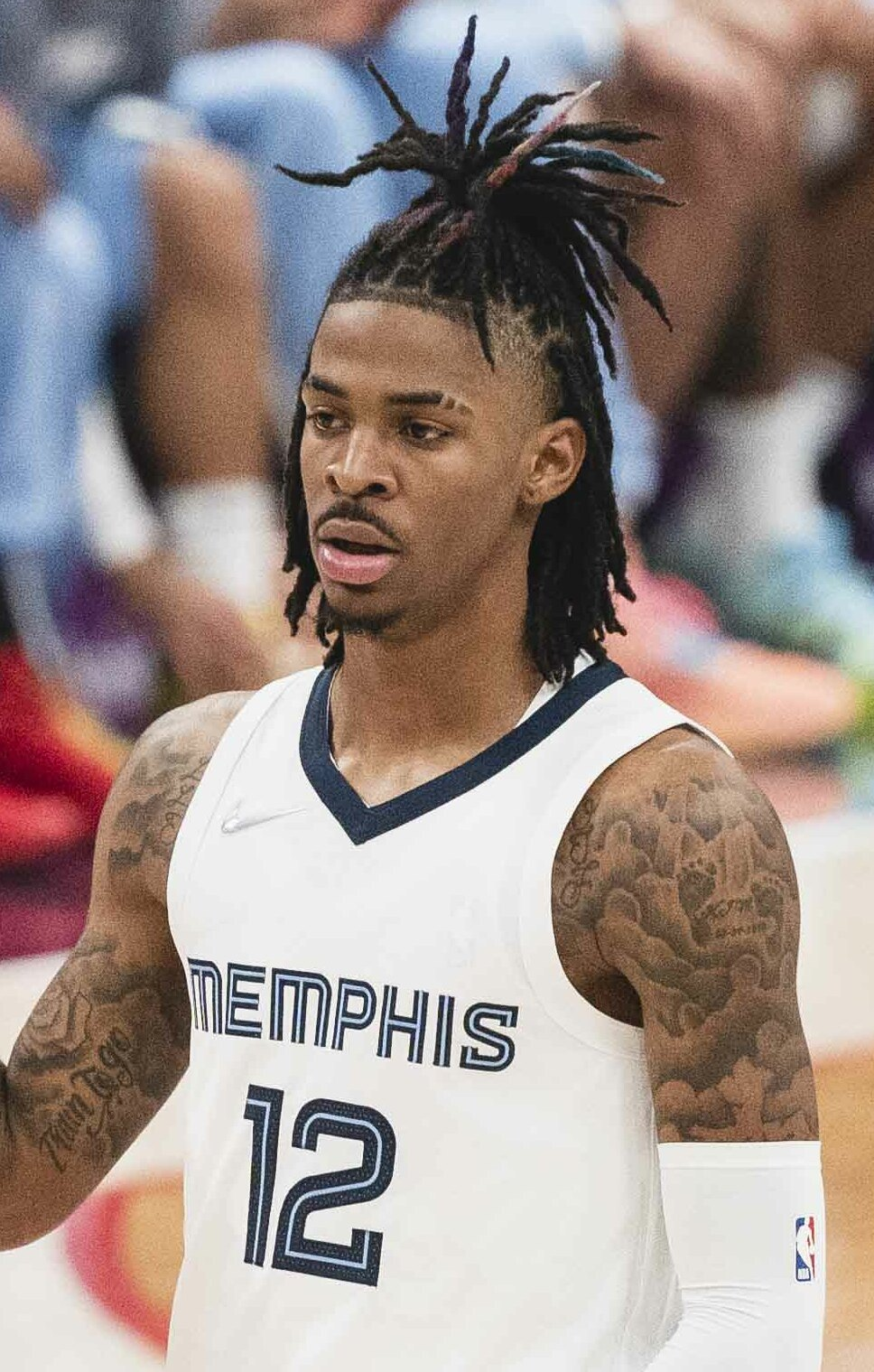
Ja Morant, 2021.

Temetrius Jamel "Ja" Morant, född 10 augusti 1999 i Dalzell i South Carolina, är en amerikansk professionell basketspelare (PG) som spelar för Memphis Grizzlies i National Basketball Association (NBA).
Han vann NBA Rookie of the Year för säsongen 2019–2020. Två säsonger senare vann Morant även NBA Most Improved Player Award.
Han draftades av Memphis Grizzlies i första rundan i 2019 års draft som andre spelare totalt.
Innan Morant blev proffs studerade han vid Murray State University och spelade för deras idrottsförening Murray State Racers.